# Scaevola temarii
Scaevola temarii är en tvåhjärtbladig växtart som beskrevs av Henry Welsh. Scaevola temarii ingår i släktet Scaevola och familjen Goodeniaceae. Inga underarter finns listade i Catalogue of Life.